# Стафаж
Стафаж је у сликарству назив за фигуре (људске и животињске) чији је задатак да оживе слике пејзажа и атрхитектуре или да укажу на односе димензија. Стафаж који се налази у предњем плану назива се репусоар.